# Djibouti aux Jeux paralympiques d'été de 2012
Djibouti a participé aux Jeux paralympiques d'été de 2012 à Londres, du 29 août au 9 septembre. Il s'agit de la première participation de ce pays aux Jeux paralympiques d'été. Djibouti s'est engagé dans la compétition avec un seul athlète dans une épreuve de demi-fond : Houssein Omar Hassan, leur premier athlète paralympique. Celui-ci n'a pas pu courir avec toutes ses capacités, du fait d'une blessure à la cheville. Bien qu'il n'ait pas gagné de médaille, il a été encouragé par la foule alors qu'il a couru seul sur la piste pendant deux tours.

## Contexte
Ce fut la première participation de Djibouti à des Jeux paralympiques en 2012. Cet événement a eu lieu du 29 Août au 9 Septembre. Le pays était représenté par un seul athlète dans l'épreuve de 1500 mètres T46.

## Athlétisme
Houssein Omar Hassan, amputé du bras droit, a pris part à la courte du 1500 mètres T46 (une catégorie pour les athlères ayant un handicap lié aux membres supérieurs ou au torse). Comme il était le seul athèle djiboutien, il était le porte-drapeau lors de la cérémonie d'ouverture.
Hassan s'est blessé à la cheville dès le début de la course, mais était déterminé à terminer. Il a été acclamé par la foule londonienne alors qu'il a terminé sept minutes derrière tous les autres athlètes. Il a couru plus de deux tours seul sur la piste après que tous les autres athlètes aient franchi la ligne d'arrivée. Hassan a terminé avec un temps de 11:23.50, le meilleur de la saison,. Hassan a alors déclaré : "J'ai pensé à m'arrêter, mais j'ai continué parce que je voulais finir."
| Athlète              | Catégorie   | Qualification  | Qualification | Finale            | Finale            |
| Athlète              | Catégorie   | Performance    | Rang          | Performance       | Rang              |
| -------------------- | ----------- | -------------- | ------------- | ----------------- | ----------------- |
| Houssein Omar Hassan | 1 500 m T46 | 11 min 23 s 50 | 8             | N'a pas participé | N'a pas participé |

## Autres nations participant pour la première fois
Quatorze autres nations participaient aux Jeux paralympiques d'été pour la première fois : Antigua-et-Barbuda, le Brunei, le Cameroun, la République démocratique du Congo, les Comores, la Corée du Nord, la Gambie, la Guinée-Bissau, les Îles vierges américaines, le Liberia, le Malawi, le Mozambique, Saint-Marin, et les Îles Salomon.